# Seznam chráněných území v okrese Kysucké Nové Mesto
Toto je seznam chráněných území v okrese Kysucké Nové Mesto aktuální k roku 2015, ve kterém jsou uvedena chráněná území v oblasti okresu Kysucké Nové Mesto.
| Kód | Obrázek                                 | Typ | Název             | Rozloha (ha) | Galerie Commons                            | Popis území | Souřadnice                       |
| --- | --------------------------------------- | --- | ----------------- | ------------ | ------------------------------------------ | ----------- | -------------------------------- |
| 227 |                                         | PR  | Brodnianka        | 25,9400      |                                            |             | 49°15′51″ s. š., 18°45′57″ v. d. |
| 330 | Kysucká brána, pohľad z rozhľadne Tábor | PP  | Kysucká brána     | 0,6120       |                                            |             | 49°16′4″ s. š., 18°44′58″ v. d.  |
| 836 | Ľadonhora z Dolného Vadičova            | PR  | Ľadonhora         | 285,7400     | Kategorie „Ľadonhora“ na Wikimedia Commons |             | 49°16′53″ s. š., 18°52′43″ v. d. |
| 368 | Ochodnický prameň                       | PP  | Ochodnický prameň | 0,0150       |                                            |             | 49°21′27″ s. š., 18°46′12″ v. d. |
| 405 | Vrchol Rochovice                        | PR  | Rochovica         | 31,5800      | Kategorie „Rochovica“ na Wikimedia Commons |             | 49°15′56″ s. š., 18°44′36″ v. d. |
| 471 |                                         | PP  | Veľké Ostré       | 0,0500       |                                            |             | 49°16′48″ s. š., 18°48′28″ v. d. |